# 雷滕巴赫米爾巴赫河
48°58′31″N 12°50′17″E / 48.97528°N 12.83819°E

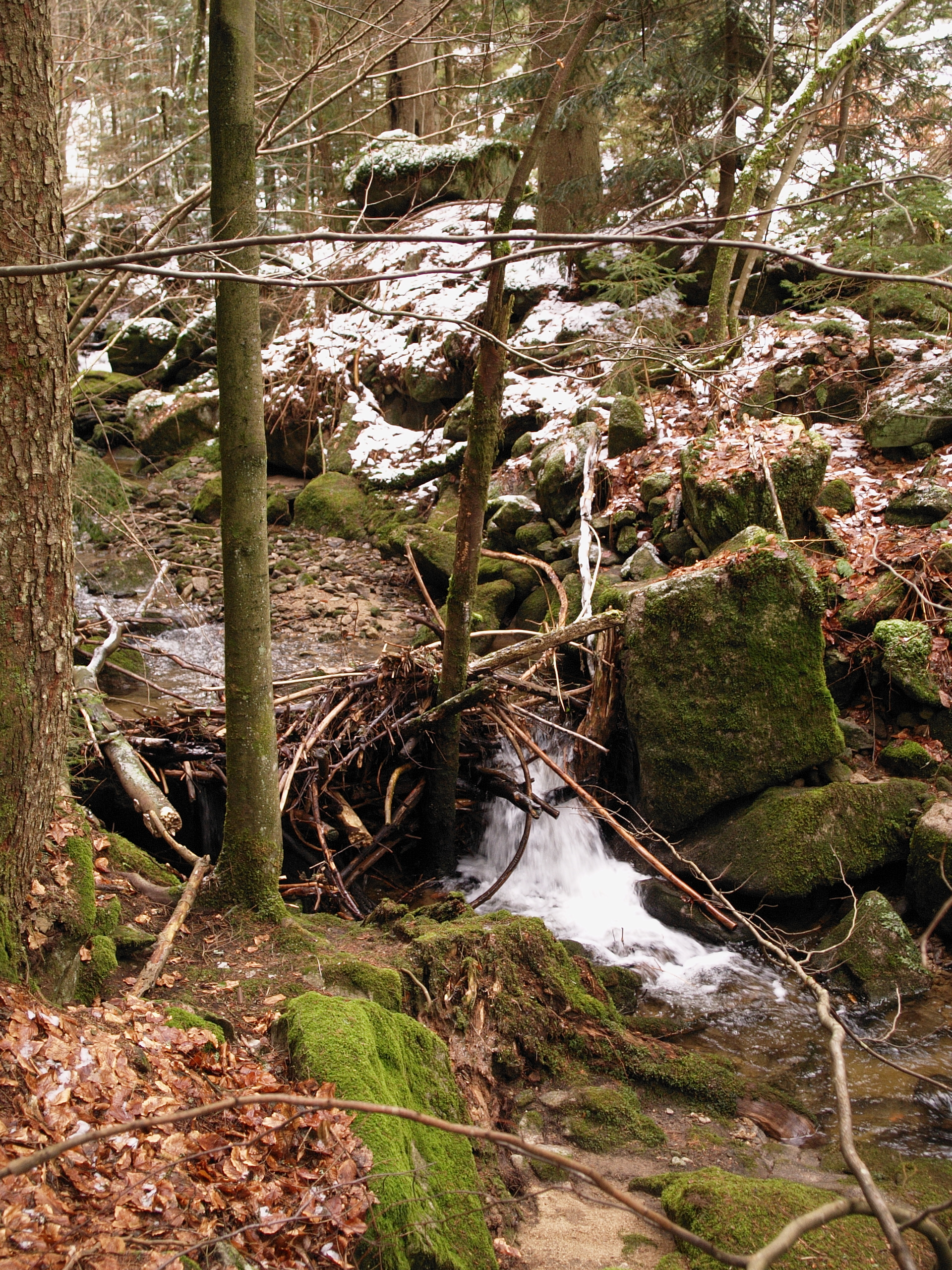

雷滕巴赫米爾巴赫河是德國的河流，位於該國東南部，由巴伐利亞負責管轄，與恩格爾馬巴赫河匯流成博根巴赫河，河道全長3.3公里，流域面積6.9平方公里。